# Высший шиитский Совет Ливана
Высший исламский совет шиитов Ливана (араб. المجلس الإسلامي الشيعي الأعلى‎), также известный как Высший шиитский совет Ливана — официальный представительский орган имамитов. Располагается в Харет Харике (Бейрут). Одним из членов Совета является известный критик движения Хезболла Хани Фахс, а вице-президентом — шейх Абдель-Амир Кабалан.

## История
Был создан аятоллой Мусой ас-Садром при поддержке Парламента Ливана в 1967 и начал функционировать в 1969, когда Муса ас-Садр был назначен его первым главой. После исчезновения Мусы ас-Садра его возглавил Мухаммад Махди Шамсуддин, а после его смерти в 2001 году — Абдель Амир Кабалан.

## Основатели
- Муса ас-Садр
- Сулейман Яхфуфи
- Халил Ибрахим Ясин
- Фадлаллах Дандаш
- Мухаммад Аббас Яги
- Сабри Хамаде
- Рияд Таха
- Хусcейн аль-Хусcейни
- Махмуд Аммар